# Georg Bickel (Radsportler)
Georg Bickel (* 7. Februar 1966 in Kiel) ist ein ehemaliger deutscher  Radrennfahrer und nationaler Meister im Radsport.

## Sportliche Laufbahn
Bickel war Spezialist für Querfeldeinrennen (heutige Bezeichnung Cyclocross). 1989 gewann er die Deutsche Rad-Cross-Meisterschaft der Amateure vor Ralph Berner. 1990 und 1991 konnte er diesen Titel verteidigen. 1992 wurde er hinter Mike Kluge Vize-Meister der Profis. 1991 und 1992 fuhr er als Berufsfahrer. Bei den Cyclocross-Weltmeisterschaften der Amateure 1987 wurde er 33., 1988 18., 1989 22., 1990 18., 1991 22. 1992 kam er bei den Profis auf den 13. Rang.